# Macaparana
Macaparana es un municipio brasileño del estado de Pernambuco, con una población estimada,según datos referentes al año 2020 de 25.472. El municipio está formado por el distrito sede y por los poblados de Chã do Relógio, Pirauá, Poço Comprido y Nova Esperança.

## Historia
El primer registro que se tiene de la fundación de Macaparana es de finales del siglo XIX (1879), cuando el almocreve Manoel Panguengue construyó un rancho en tierras del ingenio Macapá.
La construcción pasaría a servir como punto de apoyo de los comerciantes para realizar sus negocios y, posteriormente, como posada para los viajeros. Con el pasar de los años otras casas se fueron estableciendo en el lugar, formando lo que vendría a ser denominado Villa de Macapá, distrito de Timbaúba.
La economía del municipio de Macaparana tiene mucho en común con el desarrollo de la agricultura cañabera, que dominó buena parte de la historia de la ciudad y del Estado de Pernambuco. La instalación de los ingenios concentró el  poder económico y político para un grupo familiar que tuvo su apogeo con la implantación de una fábrica de azúcar: La Fábrica Nossa Senhora de Lourdes.
En 1908 por la ley municipal 27, la villa pasó a formar parte de Timbaúba como 4° Distrito. Con la emancipación de São Vicente Férrer en 1913, Macapá (nombre del municipio desde 1913) pasó a formar parte del nuevo municipio como distrito. Fue el 21 de abril de 1931 que Macapá es elevado a municipio, y el 31 de diciembre de 1943 cambia su nombre a Macaparana.